# Eggeslevmagle
Eggeslevmagle er en landsby på Sydvestsjælland med 201 indbyggere i byområdet (2017), beliggende i Eggeslevmagle Sogn nordøst for Skælskør med Sorø Landevej passerende igennem bebyggelsen. Landsbyen tilhører Slagelse Kommune og er beliggende i Region Sjælland.
Eggeslevmagle Kirke og Egely forsamlingshus ligger midt i landsbyen og bag forsamlingshuset ligger boldbanen.
Der ligger også en gårdbutik på Søborggård i landsbyens udkant.